# Baszkföldi Egyetem
A Baszkföldi Egyetem (spanyol: Universidad del País Vasco, baszk: Euskal Herriko Unibertsitatea; UPV/EHU) Baszkföld állami egyeteme. Több mint 35000 hallgatója van.
1968-ban alapították Bilbaói Egyetem (spanyolul Universidad de Bilbao) néven. 1980-ban a maira változott az elnevezése. Kezdetben a következő karai voltak: Sarrikói Közgazdasági és Üzleti Tudományok Kara (1955), Orvostudományi Kar (1968), és Természettudományi Kar (1968). Az Általános Oktatási Törvénynek köszönhetően, csatlakozott hozzájuk a Tengerészeti Iskola (1739), a Bilbaói Üzleti Tanulmányok Iskolája (1818), és a Mérnöki Műszaki Iskolák (1897), míg végül a ma is fennálló harminc központból álló komplexummá nőtte ki magát. 
Három campusa van: Bizkaiai Campus (Leioa, Bilbao, Portugalete és Barakaldo), Gipuzkoai Campus (San Sebastián és Eibar) és Arabai Campus (Vitória-Gasteiz).
Az egyetem mottója José María Iparraguirre "Gernikako Arbola" című himnuszának egy sora, azt jelenti, "add és terjeszd [a gyümölcsöt]", ahol a zárójelben lévő rész a költemény következő sorában van. Az egyetem logóját Eduardo Chillida tervezte. A logó a Tudomány Fájára (spanyolul Árbol de la Ciencia, lásd pl. Ramon Llull: Arbor Scientiae) és a gernikai tölgyfára utal.